# NGC 3198
NGC 3198 je spirální galaxie s příčkou v souhvězdí Velké medvědice. Objevil ji William Herschel 15. ledna 1788. Od Země je vzdálená přibližně 43,2 milionů světelných let.
Galaxie se dá na obloze za dobrých podmínek najít i malým hvězdářským dalekohledem necelé 3° severně od hvězdy Tania Borealis (λ UMa), která má hvězdnou velikost 3,5.
Její úhlová velikost je 8,5′×3,3′, má hvězdnou velikost 10,2 a ve skutečnosti má rozměr 75 až 80 tisíc světelných let.
V této galaxii byly pozorovány dvě supernovy: SN 1966J měla hvězdnou velikost 13 a byla typu Ia, SN 1999bw měla hvězdnou velikost 17,8 a byla typu IIn.
V roce 1999 byl zveřejněn výzkum, který v této galaxii pomocí Hubbleova vesmírného dalekohledu pozoroval 52 cefeid a pomocí kterého byla její vzdálenost odhadnuta na 47,3 milionů světelných let.